# Actinotus superbus
Actinotus superbus là một loài thực vật có hoa trong họ Hoa tán. Loài này được O.H.Sarg. mô tả khoa học đầu tiên năm 1923.